# Mimumesa dahlbomi
Mimumesa dahlbomi är en stekelart som först beskrevs av Wesmael 1852.  Mimumesa dahlbomi ingår i släktet Mimumesa, och familjen Crabronidae. Arten är reproducerande i Sverige.